# Pakor I.
Pakor I. Partski,  sin partskega kralja Oroda II. in Laodike Komagenske, po nekaterih virih tudi očetov sovladar. Poročen je bil z neimenovano armensko princeso, eno od hčera kralja Tigrana Velikega in kraljice Kleopatre Pontske, * ni znano, † 38 pr. n. št.

## Življenjepis
Po porazu rimskega generala Marka Licinija Krasa v bitki pri Kari (Harran) leta 53 pr. n. št. je Pakor izkoristil šibkost rimske armade in leta 51 pr. n. št. napadel Sirijo. Za nekaj časa je zasedel rimsko ozemlje, dokler ga ni od tam pregnal Gaj Kasij Longin.
Leta 40 pr. n. št. je ponovno napadel Sirijo, tokrat skupaj rimskim upornikom Kvintom Labijenom. Rimske garnizije v Siriji so po napadu prestopile na Labijenovo stran in združena perzijsko-rimska vojska je porazila rimskega guvernerja Decidija Saksa, ki je izgubil večino svoje vojske in nekaj legijskih praporov (aquilae) in se umaknil v Antiohijo. Pakor in Labijen sta po njegovem porazu in umiku zasedla celo Palestino in Malo Azijo  z izjemo nekaj mest, med katerimi je bil tudi Tir. V Judeji je Pakorjev zastopnik Barzafarn odstavil kralja Hirkana II. in na njegovo mesto imenoval njegovega nečaka Antigona II. Matatija.
Pakorjeve osvojitve so bile kratkotrajne. Leta 39 pr. n. št. je Publij Ventidij Bas sprožil rimsko protiofenzivo, v bitki v gorovju Taurus ubil Labijena in osvojil Malo Azijo. Pakor se je umaknil v Sirijo, kjer je leta 38 pr. n. št. v bitki pri Kirestiki padel.